# Biloussiwka (Dnister)
Biloussiwka (ukrainisch Білоусівка; russisch Белоусовка Beloussowka, rumänisch Beleusovca) ist ein Dorf im Osten der ukrainischen Oblast Tscherniwzi mit etwa 3000 Einwohnern (2010).

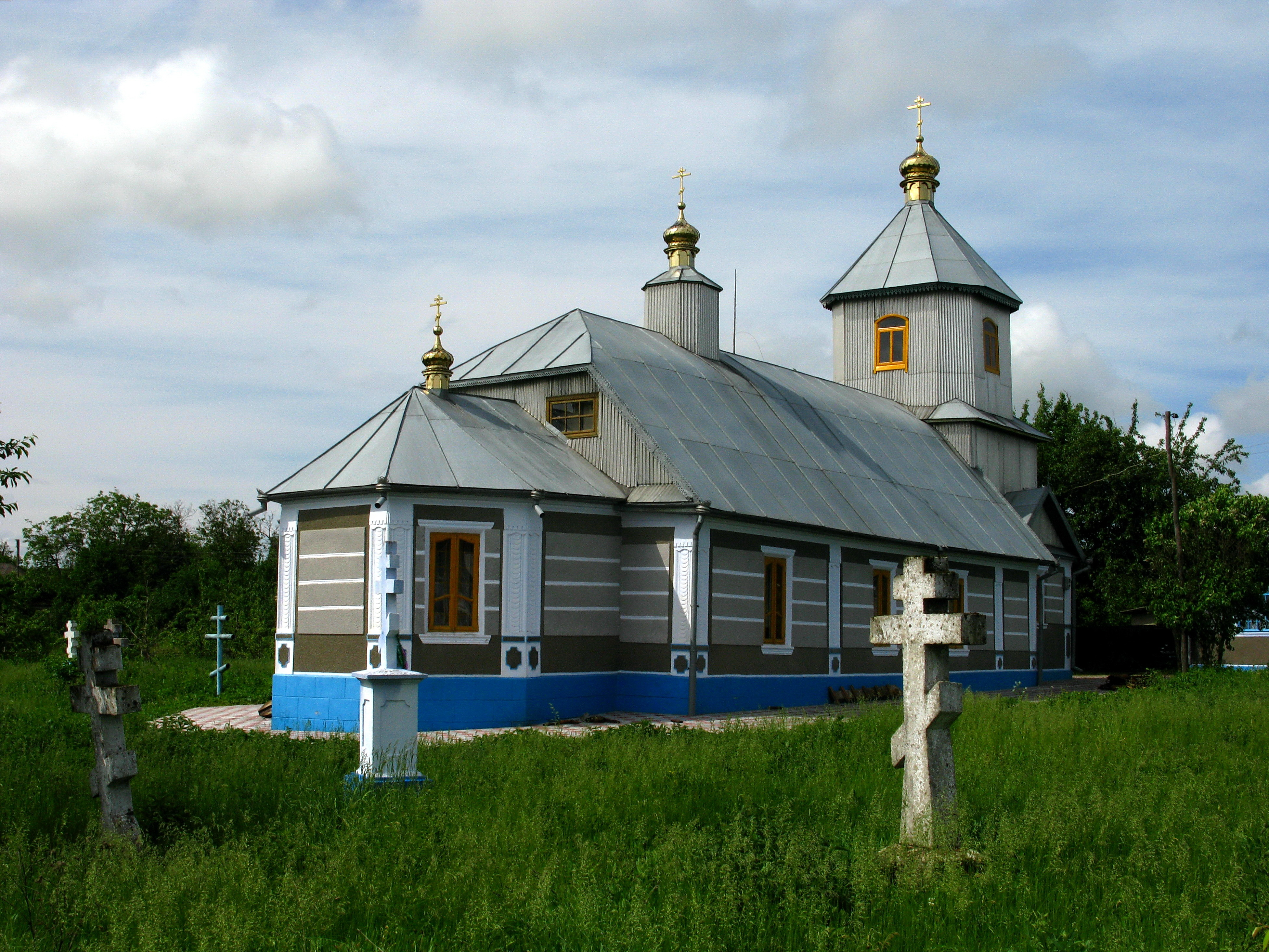
Orthodoxe Dorfkirche 2010

Das erstmals 1447 schriftlich erwähnte Dorf liegt in der historischen Region Bessarabien an der Regionalstraße P–63 und an der Territorialstraße T–26–23.
Das ehemalige Rajonzentrum Sokyrjany befindet sich 13 km südöstlich und die Oblasthauptstadt Czernowitz liegt etwa 130 km westlich von Biloussiwka.
Am 12. August 2015 wurde das Dorf ein Teil neu gegründeten Stadtgemeinde Sokyrjany im Rajon Sokyrjany, bis dahin bildete es die Landratsgemeinde Biloussiwka (Білоусівська сільська рада/Biloussiwska silska rada) in der Mitte des Rajons.
Seit dem 17. Juli 2020 ist der Ort ein Teil des Rajons Dnister.